# مسجد عابدين (القدس)
مسجد عابدين مسجد كبير يقع في حي وادي الجوز في مدينة القدس، على بعد نصف كيلو متر عن المسجد الأقصى إلى الشمال منه. أنجز بناءه عام 1939 م، وسمي باسم عائلة الأخوين عبد المحسن وعمر عابدين اللذان قاما ببنائه.